# پیتر ترادگیل
پیتر ترادگیل (انگلیسی: Peter Trudgill؛ زادهٔ ۷ نوامبر ۱۹۴۳) زبان‌شناس اجتماعی اهل بریتانیا است.
او در نوریچ انگلستان متولد شد و تحصیلاتش را در کالج کینگ، کمبریج و دانشگاه ادینبرو گذراند.